# Mutinondo-Wildnisfälle
Die Mutinondo-Wildnisfälle (Mutinondo Wilderness Falls) des Flusses Musamfushi, eines kleinen rechtseitigen Zuflusses des Luangwa, liegen auf halbem Wege zwischen Serenje und Mpika in der Provinz Muchinga von Sambia.

## Beschreibung
Die Wasserfälle sind genau genommen eine Reihe einzelner Fälle: die Chosofälle, Ndubalubafälle, Mulinsofälle und die Paradies-Pools-Schnellen. Das Wasser fließt über Granitfelsen, was den Fällen etwas geradezu Parkhaftes und Idyllisches verleiht. Von der Mutinondo Lodge her ist alles sehr gut mit Wegen erschlossen.